# Södergarnsviken

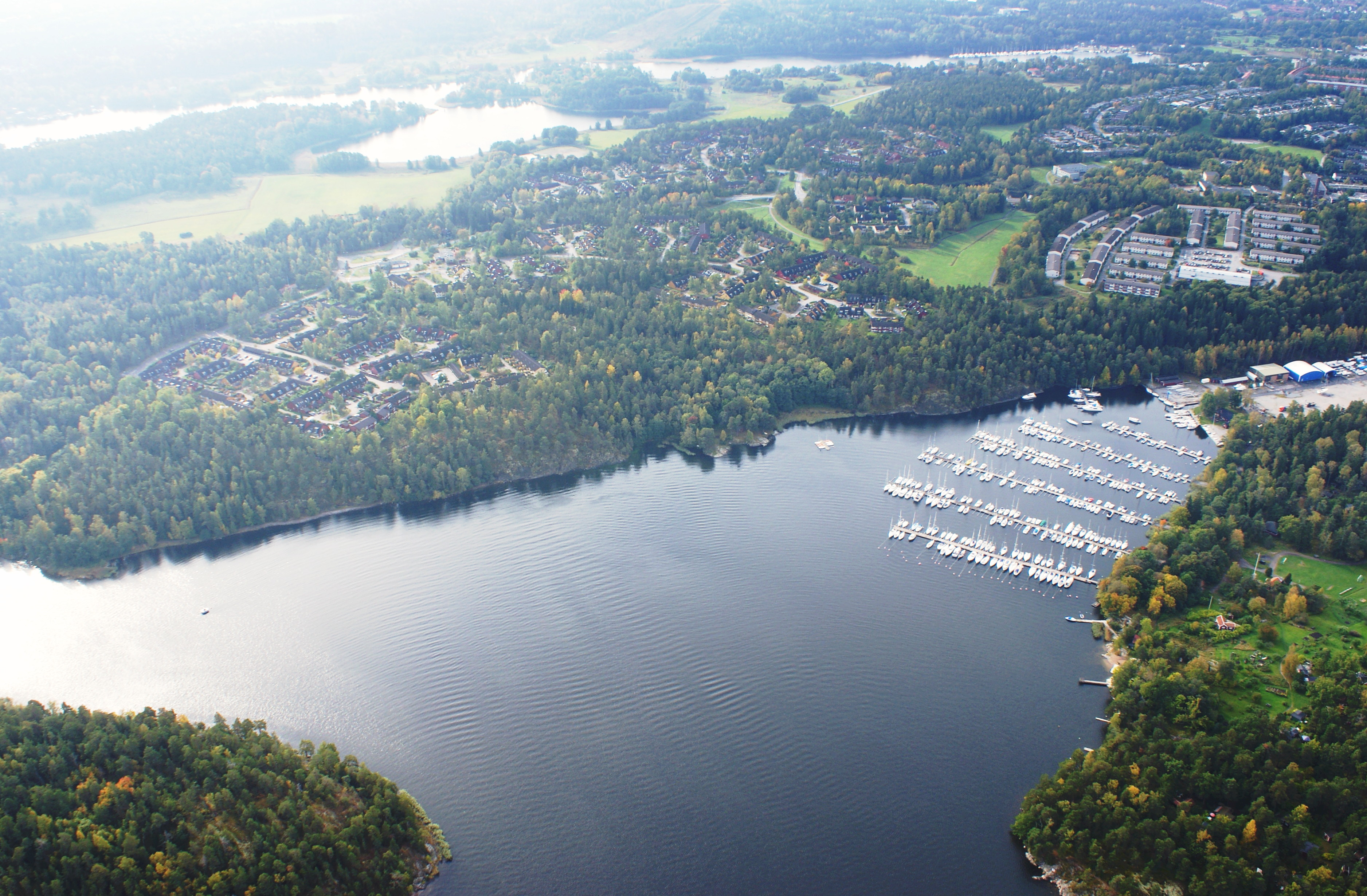
Södergarnsviken från luften, vy söderut över Östra Rudboda, september 2012.

Södergarnsviken är en vik av Askrikefjärden i kommundelarna Rudboda, Södergarn och Bosön i Lidingö kommun, Stockholms län. Vid viken ligger bland annat Dalakolonin och Södergarn som ägs av Svenska Handelsbanken och där banken har sitt kurs- och konferenscenter.

## Allmänt

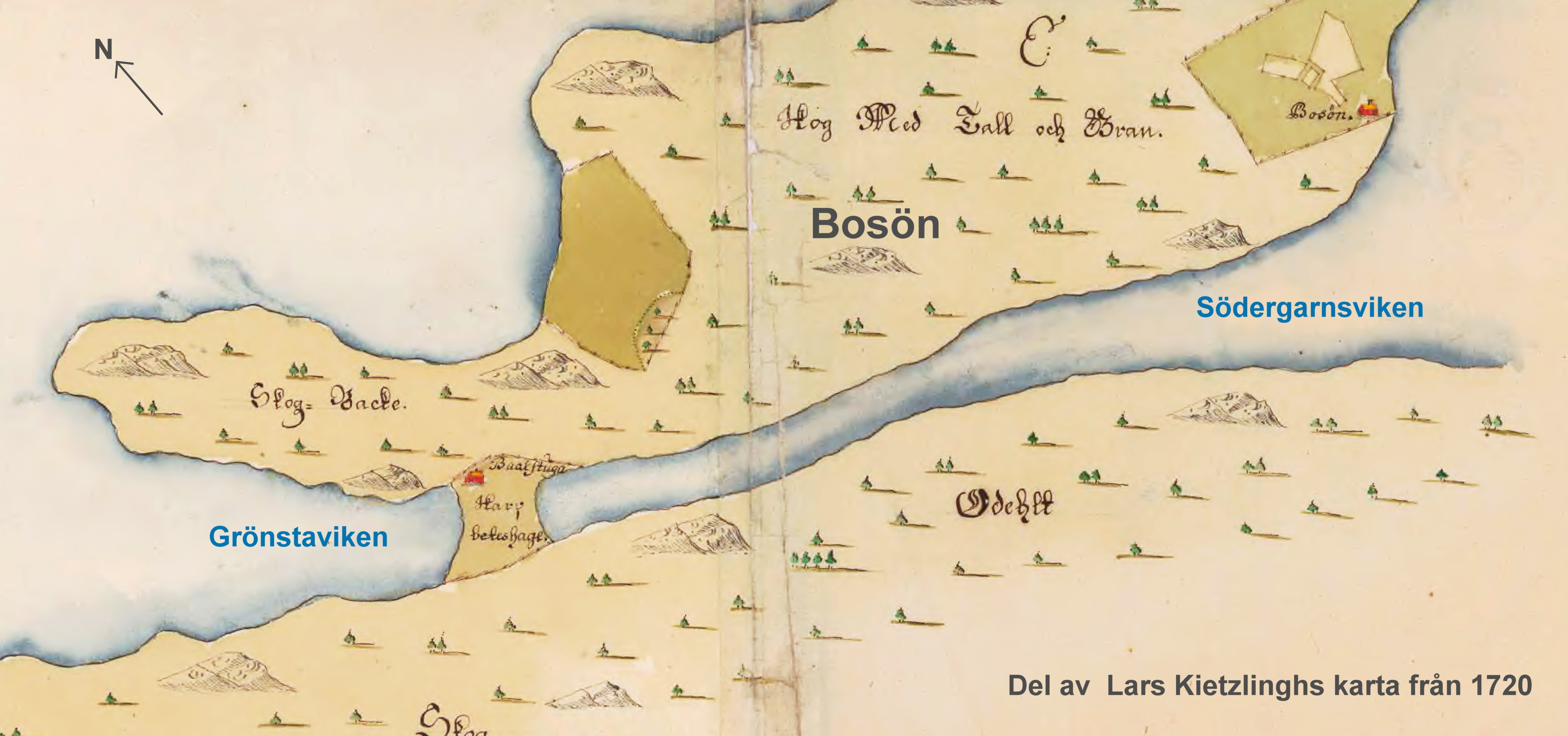
Grönstaviken och Södergarnsviken 1720.

Namnet "Södergarn" återkommer i ett köpebrev upprättat 1381 och anges där som søthagarna. I fornsvenskan betydde "søth" får och "garn" holme, översatt till modern svenska; Fårholmen, som man antar under någon tid användes som betesmark för får.
Viken är, tillsammans med Grönstaviken, en sista rest efter sundet som ännu på 1000-talet delade Bosön från fastlandet. Fortfarande på 1700-talets mitt möttes Grönstaviken och Södergarnsviken nästan och av dagens dalgång fanns då bara en smal landtunga. Genom landhöjningen växte Bosön ihop med fastlandet och Södergarnsviken är numera en vik av Askrikefjärden som i sin tur är en fjärd av Östersjön i Stockholms inre skärgård. Maximala vattendjupet i viken är mellan 14 och 15 meter. I viken finns en fartbegränsning om maximalt 5 knop.

## Bebyggelse och verksamheter

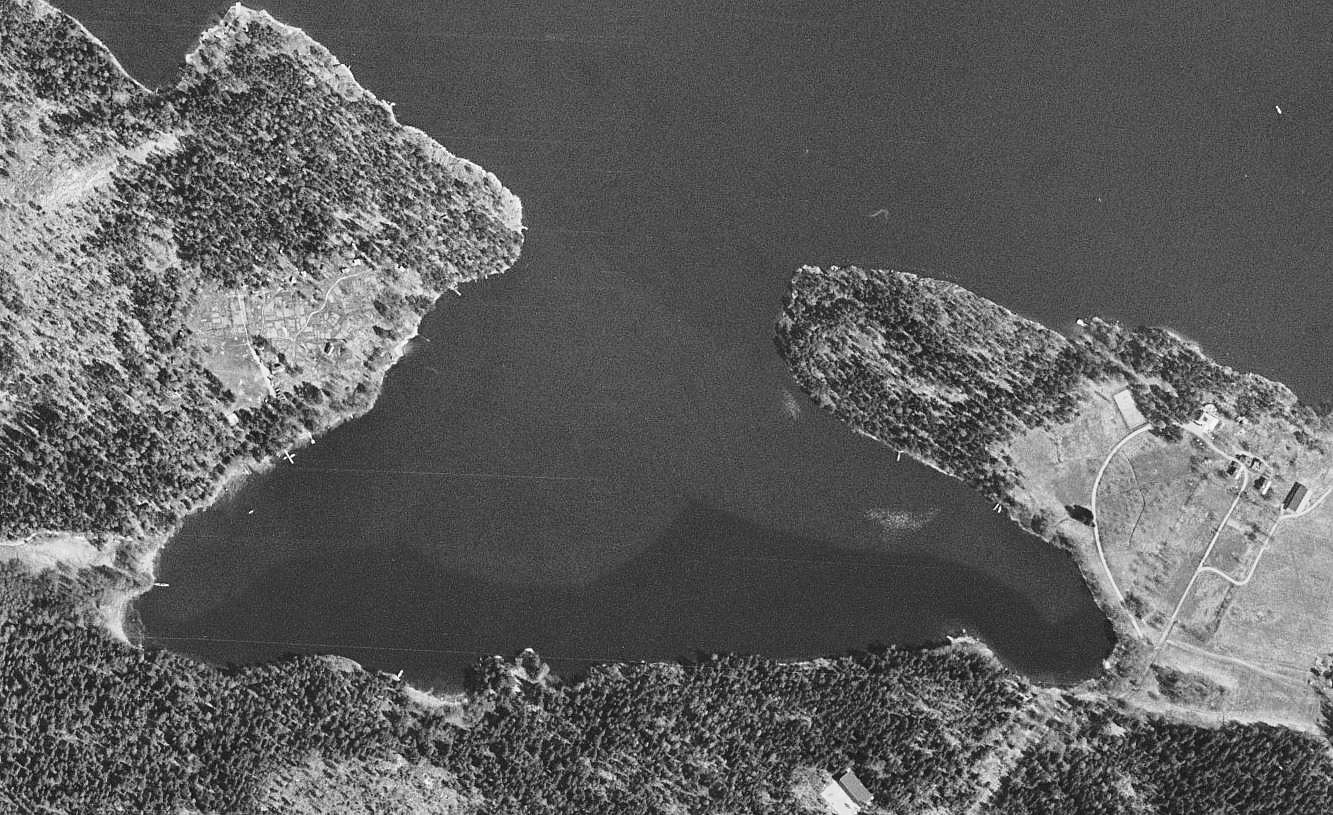
Södergarnsviken 1960.

Längst inne i vikens västra del ligger en småbåtshamn där Bosö Båtklubb har sin verksamhet sedan 1974. Norr därom på Bosöns östra sida ligger Dalakolonin som består av ett 60-tal kulturhistoriskt värdefulla kolonistugor byggda på 1920-talet och senare. Initiativet till ett koloniområde i Stockholms närhet togs av Dalaföreningen i Stockholm. I april 1918 beslöt Dalaföreningen att bilda en koloniträdgårdsförening. Tanken var att ge föreningens medlemmar möjlighet att på jordlotter i Stockholms närhet odla grönsaker och potatis. Dalakolonin har sin badplats i Södergarnsviken.
Vid Södergarnsvikens östra sida dominerar udden Södergarn som är ett stort park- och grönområde med Svenska Handelsbankens kurs- och konferensverksamhet vars huvudbyggnad uppfördes 1962 efter ritningar av Lidingö-arkitekten Lars Åkerlund. Här låg även Södergarns gård som efter lång tids förfall köptes 1880 av Lidingö köping för att användas som fattiggård. 1888 såldes fastigheten till grosshandlare Carl Fredrik Falkman vilken lät uppföra sin stora sommarvilla där, ritad av arkitekt Magnus Isæus.
Trakten söder om Södergarnsviken upptas av Östra Rudboda radhusområde med drygt 450 husenheter fördelade på fyra delområden. Området ritades på 1970-talet efter en vunnen arkitekttävling av arkitektkontoret FFNS.

## Bilder

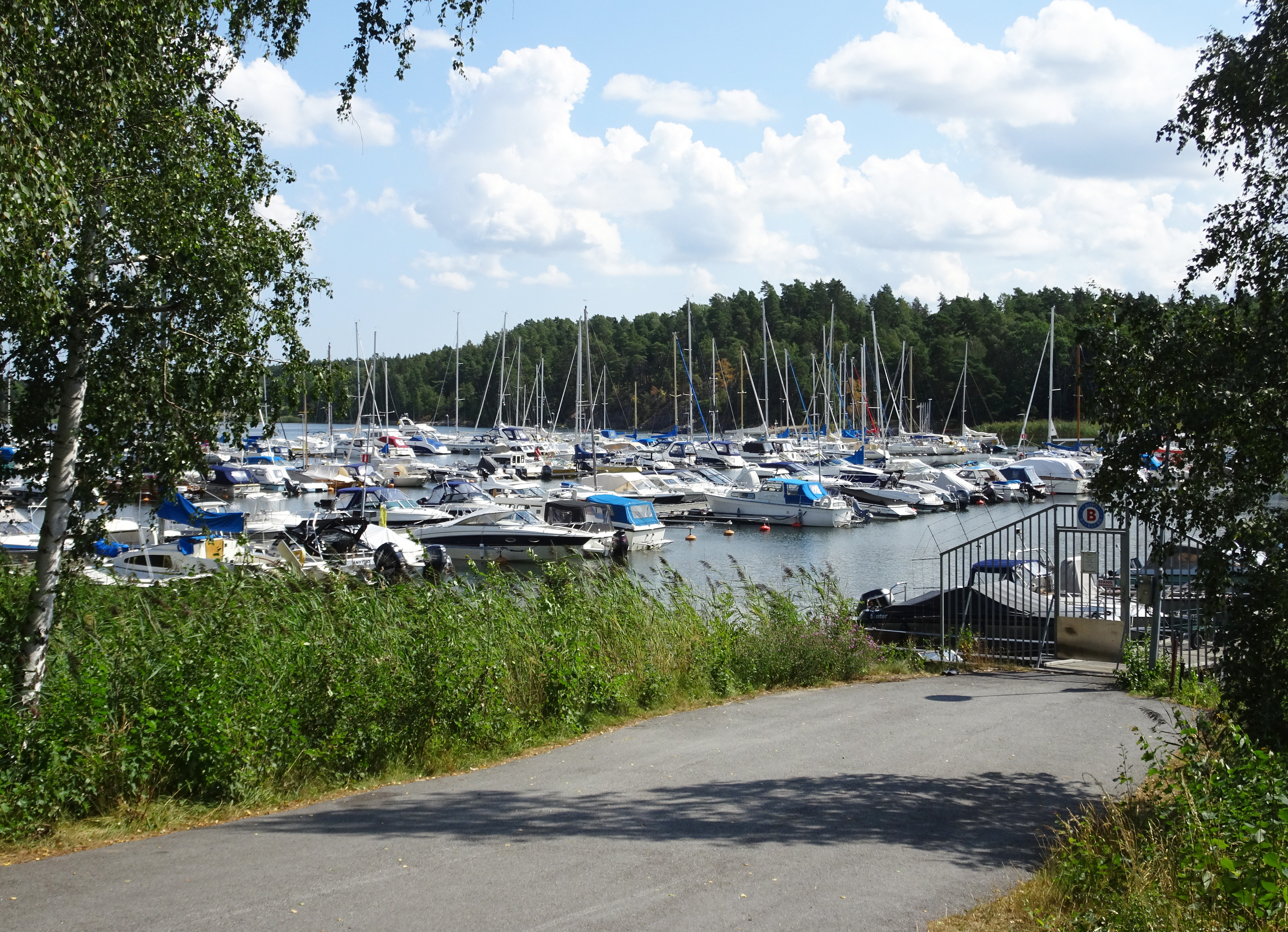
Bosö Båtklubb.
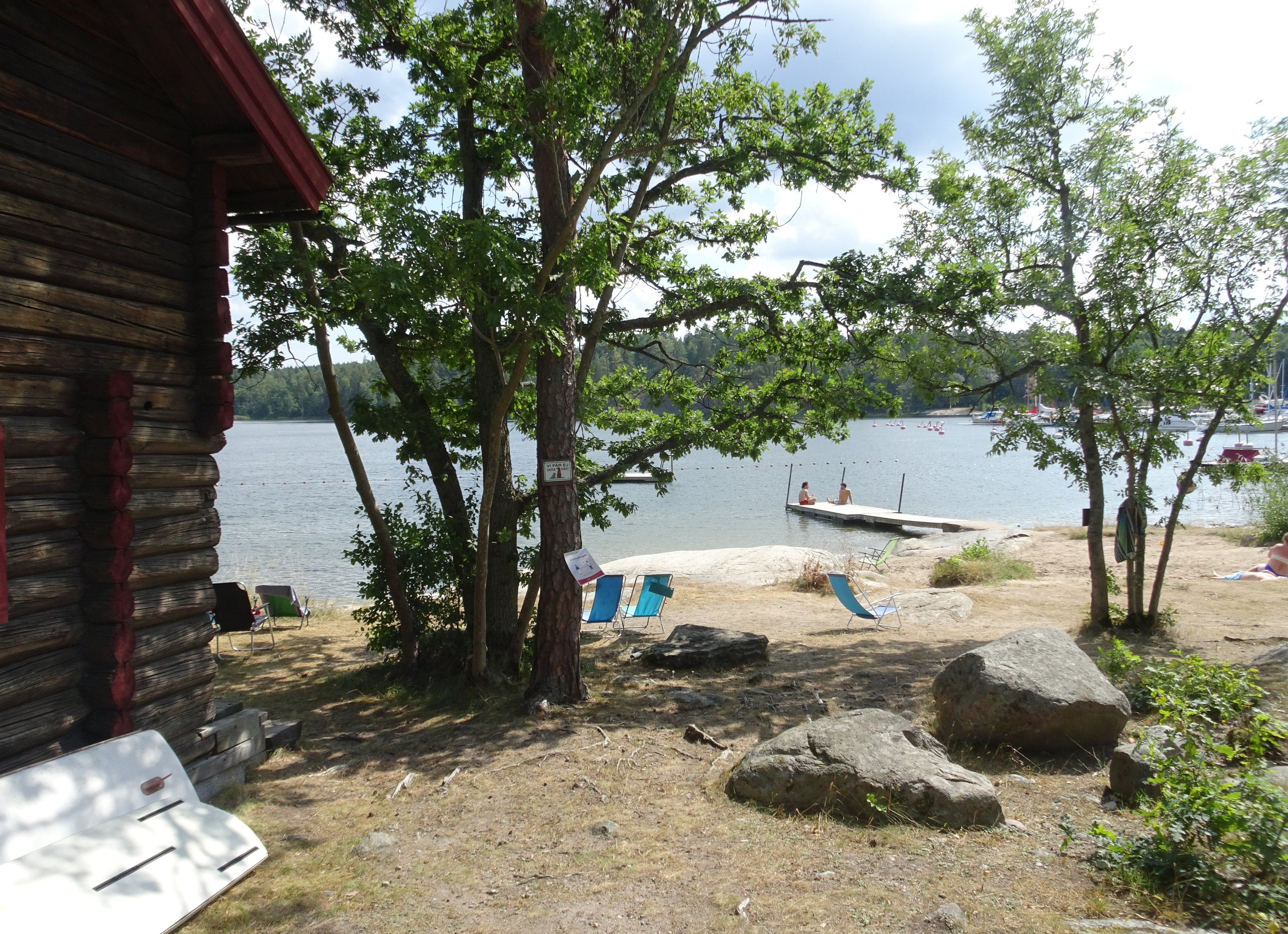
Dalakolonins badplats vid Södergarnsviken.
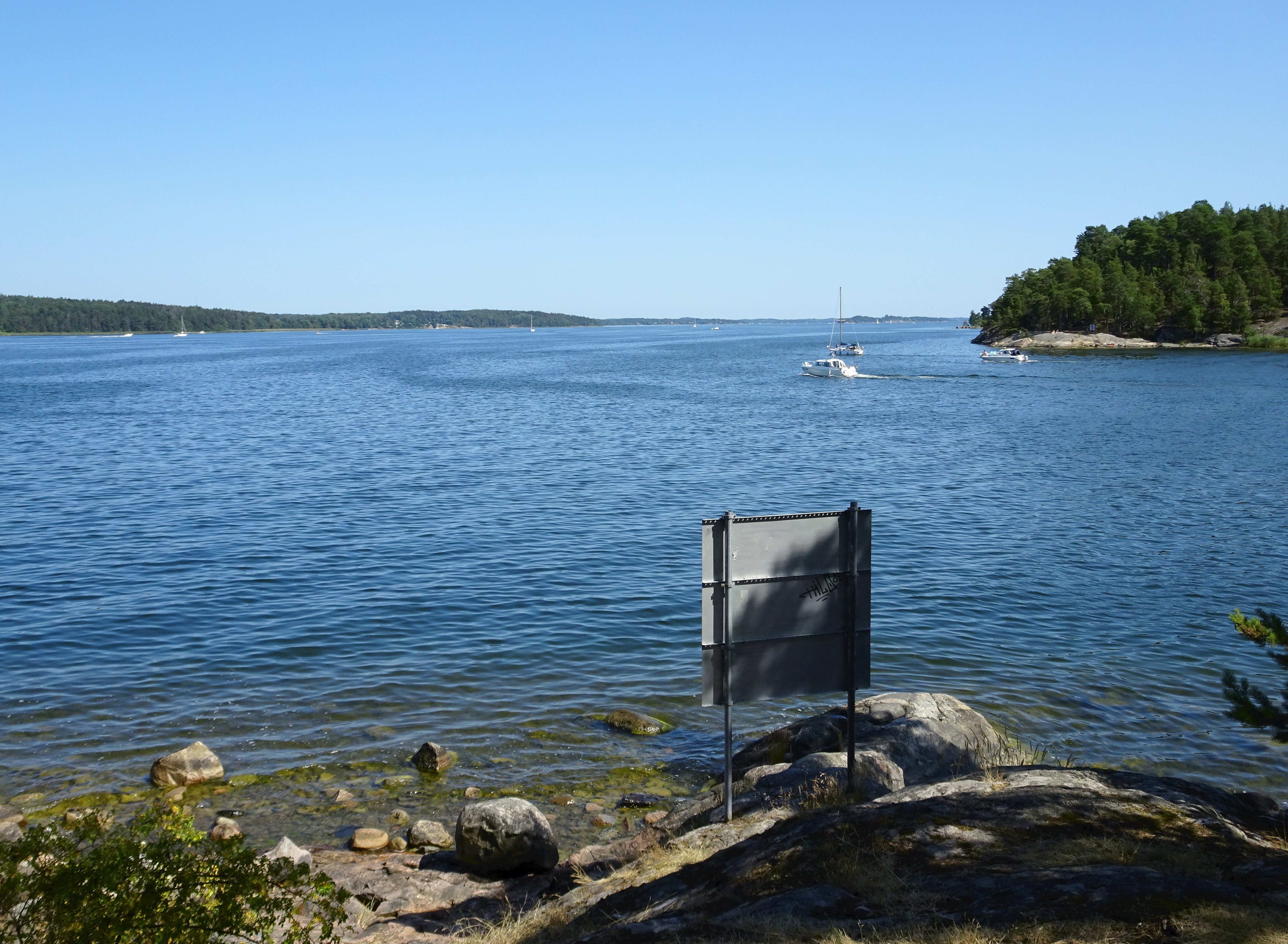
Askrikefjärden med Södergarnsviken till höger.
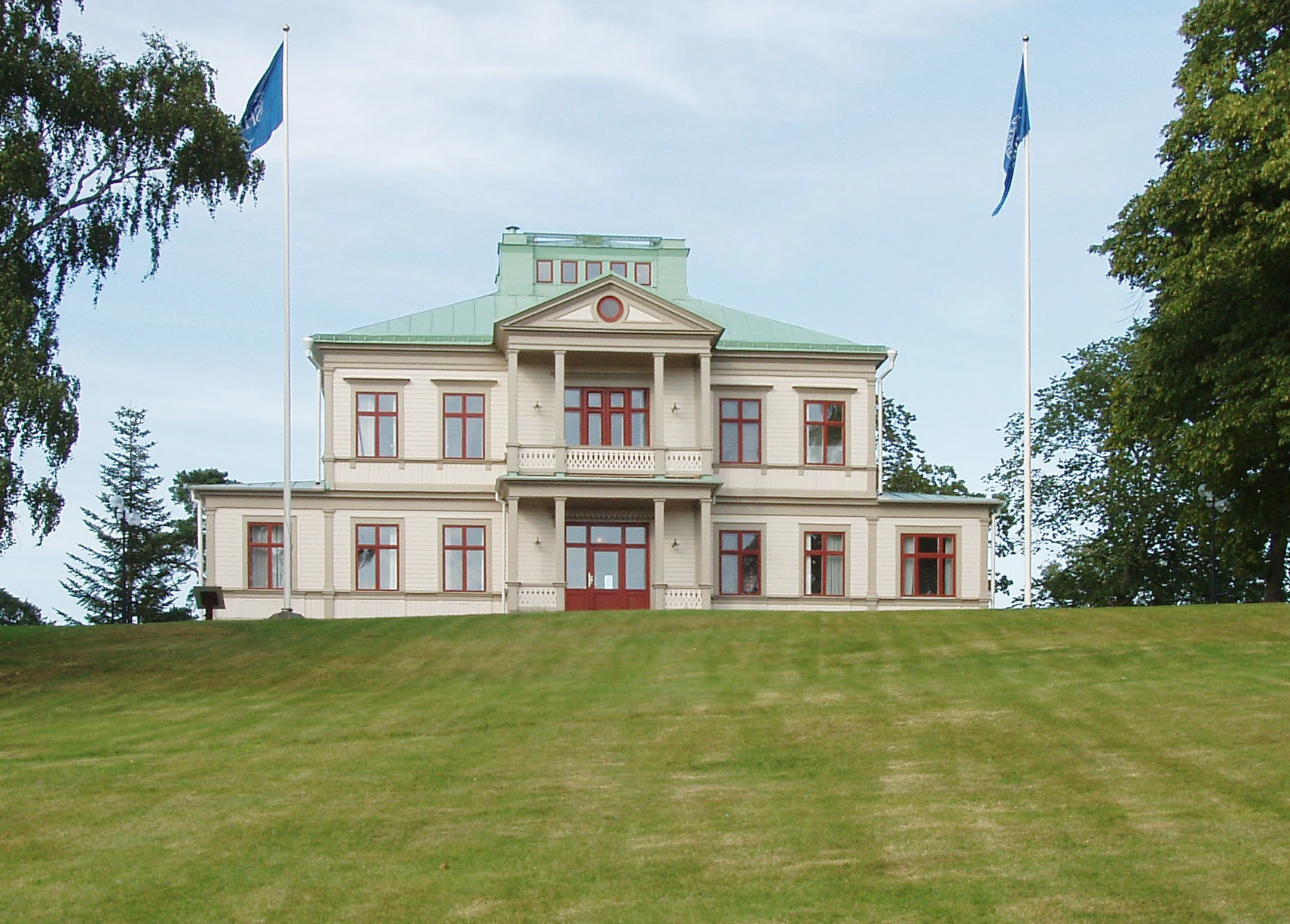
Falkmans sommarvilla på Södergarn, idag kursgård.